# 瓦尔特·霍恩莱因
瓦尔特·霍恩莱因（Walter Hörnlein，1893年1月2日—1961年9月14日）是一位纳粹德国将领，曾在第二次世界大战期间指挥大德意志裝甲擲彈兵師。他曾获颁騎士鐵十字勳章。